# Ilpo Kauhanen
Ilpo Kauhanen (né le 21 octobre 1973 à Kuopio en Finlande) est un joueur de hockey sur glace germano-finlandais.

## Carrière
Il habite déjà en Amérique du Nord quand il intègre les Royals de Cornwall en Ligue de hockey de l'Ontario. Il reste quand l'équipe devient les Royals de Newmarket puis va chez les Knights de London. Par ailleurs, il participe aux compétitions internationales junior avec l'équipe de Finlande. Afin de pouvoir intégrer une équipe élite, il revient dans son pays natal où il joue d'abord pour le Jokipojat Joensuu en Mestis, la seconde division, puis pour le Tappara pendant quatre ans.
En 1998, le gardien de but va en Allemagne et repart en 2. Bundesliga avec l'EC Bad Tölz. Après trois années en Bavière, il signe en 2001 avec les Huskies de Cassel en DEL. Il fait des apparitions avec l'ERC Ingolstadt et les Scorpions de Hanovre.
En 2005, Ilpo Kauhanen obtient la nationalité allemande. La même année, il choisit les Adler Mannheim, où il garde les buts avec Frédéric Chabot. Lors de la saison 2006-2007, il fait équipe avec le gardien international allemand Robert Müller et remporte le championnat.
Au cours de la saison 2007-2008, il apparaît davantage avec les Heilbronner Falken en 2. Bundesliga, avec lesquels Mannheim est en collaboration. En mars 2008, il signe un contrat de deux ans avec l'EV Duisbourg. Fin janvier 2009, le gardien part pour le Herner EV, en Oberliga, avec lequel il joue jusqu'à la fin de la saison. Début 2010, il accepte d'être le remplaçant du ERC Ingolstadt.
Fin avril 2010, il décide de mettre un terme à sa carrière et retourne vivre en Finlande avec sa famille à Leppävirta. En 2011, il est entraîneur de l'équipe junior du Kalevan Pallo.